# Karta rowerowa

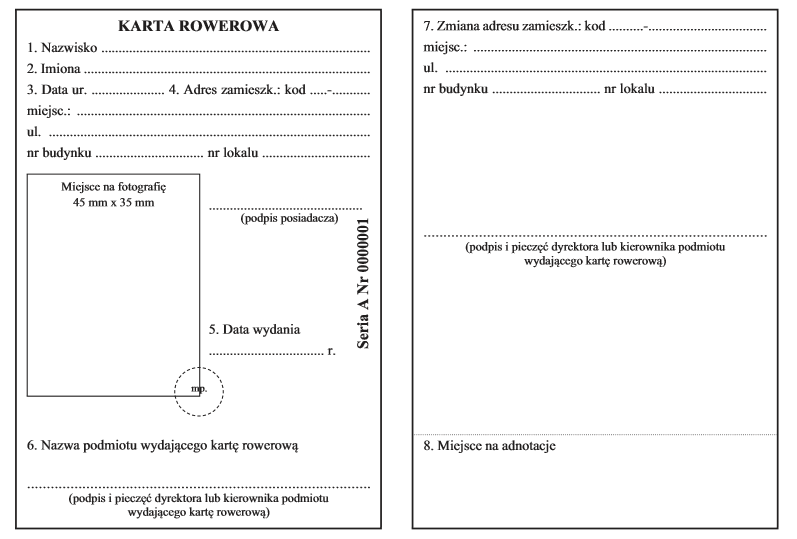
Wzór karty rowerowej obowiązujący od 2013 r.

Karta rowerowa – dokument uprawniający do kierowania rowerem. 

## Karta rowerowa w Polsce
Od 1962 roku wprowadzono obowiązek posiadania karty rowerowej przez osoby kierujące rowerem lub wózkiem inwalidzkim po jezdni, chyba że posiadały „pozwolenie na prowadzenie pojazdów samochodowych (prawo jazdy)”. Wiek uprawniający do uzyskania karty rowerowej nie został określony wprost, ale zgodnie z innym przepisem do kierowania rowerem na drodze publicznej wymagano: 7 lat w przypadku kierowania pod opieką osób dorosłych, 12 lat – bez prawa przewożenia osób i towarów oraz 18 lat – z prawem przewożenia osób i towarów. 
Dopiero od 1983 roku wprowadzono ustawowy obowiązek posiadania karty rowerowej przez osoby kierujące rowerem, chyba że posiadały prawo jazdy. Karta rowerowa była wydawana osobom, które wykazały się kwalifikacjami i osiągnęły wiek 10 lat. Posiadacz karty rowerowej, który ukończył 17 lat, mógł ponadto kierować pojazdem zaprzęgowym. Przewidywano także możliwość zatrzymania karty rowerowej i utraty uprawnień do kierowania rowerem w trybie administracyjnym. 
W 1991 roku zmieniono przepisy dotyczące kart rowerowych – minimalny wiek jej posiadacza, uprawniający do kierowania pojazdem zaprzęgowym, obniżono do 15 lat. 
Od 1997 roku karta rowerowa była dokumentem wymaganym do kierowania rowerem przez osobę, która nie ukończyła 18 lat. Była wydawana osobom, które wykazały się kwalifikacjami i osiągnęły wiek 10 lat. Dokument ten uprawniał również do kierowania rowerem oraz, pod warunkiem osiągnięcia 15 lat, również pojazdem zaprzęgowym. Jednocześnie nie przewidziano już możliwości zatrzymania karty rowerowej i cofnięcia uprawnień do kierowania rowerem.
Od 19 stycznia 2013 roku, tj. po wejściu w życie ustawy o kierujących pojazdami w Polsce karta rowerowa wymagana jest w przypadku kierujących rowerami osób, które nie ukończyły 18 lat, chyba że posiadają dostępne dla nich prawo jazdy kategorii AM, A1, B1 lub T. W przypadku osób, które osiągnęły ten wiek, dokument uprawniający do kierowania nie jest wymagany. Osiągnięcie tego wieku potwierdza dokument tożsamości albo prawo jazdy. Karta rowerowa uprawnia również do kierowania wózkiem rowerowym, hulajnogą elektryczną lub urządzeniem transportu osobistego oraz pojazdem zaprzęgowym (np. furmanką), jednakże do kierowania zaprzęgiem wymagane jest dodatkowo osiągnięcie 15 lat. 
Ustawa nie określa wieku, w jakim można uzyskać kartę rowerową, posługuje się pojęciem „wymaganego minimalnego wieku”, jednakże jednocześnie do kierowania rowerem wymagane jest 10 lat. Kartę wydaje się osobie, która wykazała się niezbędnymi umiejętnościami. Egzaminy takie przeprowadzane są zazwyczaj w szkole podstawowej, a organem wydającym dokument jest dyrektor tej szkoły. Osobie, która ukończyła szkołę podstawową, kartę wydaje dyrektor wojewódzkiego ośrodka ruchu drogowego lub przedsiębiorca prowadzący ośrodek szkolenia kierowców posiadający poświadczenie potwierdzające spełnianie dodatkowych wymagań. Miasteczka ruchu drogowego są często używaną infrastrukturą do nauki jazdy na rowerze do egzaminu na kartę rowerową, jak i do samego zdawania egzaminu. Szczegóły dotyczące egzaminu dla osób ubiegających się o wydanie karty rowerowej i jej wzór określa rozporządzenie Ministra Transportu, Budownictwa i Gospodarki Morskiej z dnia 12 kwietnia 2013 r. w sprawie uzyskiwania karty rowerowej (Dz.U. z 2013 r. poz. 512). Karta jest wydawana nieodpłatnie i bezterminowo.